# Van Sommelsdijckstraat
De Van Sommelsdijckstraat is een straat in het centrum van Paramaribo.	

## Naamgeving
De straat is vernoemd Cornelis van Aerssen van Sommelsdijck, die gouverneur van Suriname was van 1683 tot hij op 19 juli 1688 werd vermoord.

## Bouwwerken
De weg vertrekt van de Kleine Waterstraat, die zich daar splitst in de Wilhelminastraat en de Cornelis Jonbawstraat. Naar rechts zijn er afslagen naar de Crommelinstraat en de Wicherstraat en naar links naar de Leemsteeg en de Kleine Dwarsstraat. De weg eindigt op de Grote Combéweg.
Langs de Van Sommelsdijckstraat, de Kleine Waterstraat en de Van Roseveltkade bevindt zich een uitgaansgebied met een groot aantal cafés en restaurants met overdekte terrassen en een aantal grote hotels.
Aan het begin van de straat bevindt zich het districtscommissariaat van Paramaribo-Noordoost. Verderop bevindt zich een van de Surinaamse vestigingen van Teleperformance die zich in 2015 in Suriname vestigde. Aan het eind van de straat is er zicht op de Buiten-Sociëteit Het Park aan de Grote Combéweg. Op de hoek bevinden zich het Centraal Belastingkantoor en de Kong Ngie Tong Sang-zondagmarkt.